# 舊港大橋
舊港大橋（台語白話字：Kū-káng tōa kiô）是跨越台灣頭前溪的一座橋樑，是距離頭前溪出海口第二近的橋樑（僅次於竹港大橋），位於新竹市北區舊港里。此橋是取代上一代舊港大橋的改建橋樑。改建的舊港大橋與鄰近新建的白地橋同是「新竹市舊港大橋改建與白地橋新建工程」的一部分，此工程於2007年5月動工，2009年10月完工。舊港大橋南端接新竹市富美路，利用富美路可到達鄰近的東大路，橋樑北端透過連絡道連接白地橋，白地橋再續接新竹縣竹北市中正西路，舊港大橋與白地橋共同擔任連絡新竹縣市頭前溪兩岸的任務。
舊港大橋、白地橋特別設計揚帆式的紅色斜張橋景觀，從台68線往西看去，搭配南寮地區的落日餘暉，景致相當美。

## 橋樑數據
此工程道路主線全長1179公尺，其中舊港大橋改建341.9公尺、白地橋新建495公尺，橋樑連絡道342.1公尺，路幅寬16米，設計為四線道，雙向各一內車道，一機車混合道，下游側設2米寬人行道；舊港橋設計二跨連續斜張橋兩座長160米、三跨連續懸臂施工法預力箱型橋160米及中空版樑橋21.9米；白地橋設計二跨連續斜張橋兩座160米、八跨預力混泥土I型樑橋335米。

## 橋樑周邊
- 台68線南寮端
- 新竹市東大路（ 縣道122號）
- 公道五路
- 新竹縣竹北市中正西路（ 市道118號）
- 富美路
- 塹港富美宮
- 新竹市南寮國小
- 南寮漁港
- 白地橋（ 竹73線）
- 竹港大橋（ 台15線西濱路）